# (36715) 2000 RG39
2000 أر جي 39 (ويعرف أيضًا باسم (36715) 2000 أر جي 39 وفق تسمية الكوكب الصغير) (بالإنجليزية: 2000 RG39)‏ هو كويكب ضمن حزام الكويكبات؛ وترتيبه 36715 من حيث الاكتشاف.
اكتُشف هذا الجُرم الفلكي بواسطة Anthony J. Cecce ‏ في 6 سبتمبر 2000.

## وصلات خارجية
- (36715) 2000 RG39 في قاعدة بيانات مختبر الدفع النفاث لأجرام النظام الشمسي الصغيرة

- الاكتشاف · مخطط المدار ·  العناصر المدارية · المعلمات المادية

- (36715) 2000 RG39 على موقع ويكي سكاي: DSS2, SDSS, GALEX, IRAS, Hydrogen α, X-Ray, Astrophoto, Sky Map, Articles and images